# Walter Centeno
Walter Centeno Corea est un footballeur costaricien, né le 6 octobre 1974 à Palma Sur. Il évolue au poste de milieu de terrain du milieu des années 1990 au début des années 2010.
Il fait l'essentiel de sa carrière professionnelle au Deportivo Saprissa avec qui il remporte neuf titres de champion du Costa Rica ainsi que la Coupe des champions de la CONCACAF en 2005.
Joueur le plus capé de la sélection nationale avec 137 sélections pour 24 buts inscrits, il est finaliste de la Gold Cup 2002 et vainqueur de la Copa Centroamericana à trois reprises. Il dispute également avec la sélection les coupes du monde 2002 et 2006.

## Carrière

### En club
- 1994-1994 : Goicochea
- 1995-1996 : Belen
- 1996-2002 : Deportivo Saprissa
- 2002-2003 : AEK Athènes FC
- 2003-2012 : Deportivo Saprissa

### En équipe nationale
Il connaît sa première sélection en septembre 1995 contre l'équipe de Jamaïque.
Il dispute la Coupe du monde 2002. Centeno participe à la Coupe du monde 2006 avec l'équipe du Costa Rica.

## Palmarès
- Costaricien le plus capé avec 137 sélections en équipe nationale (24 buts)[1]
- Coupe des champions de la CONCACAF en 2005
- Champion du Costa Rica en 1998, 1999, 2004 et 2005 (ouverture)
- Meilleur buteur de la Gold Cup 2003 (4 buts).